# جوديث مور
جوديث مور (بالإنجليزية: Judith Moore)‏ هي مقالاتية أمريكية، ولدت في 15 مايو 1940 في أوكلاهوما في الولايات المتحدة، وتوفيت في 15 مايو 2006 في بيركيلي في الولايات المتحدة بسبب سرطان القولون.